# Партия пенсионеров России
Партия пенсионеров России (ППР) — центристская зарегистрированная политическая партия в России, существовавшая  в 2012—2019 годах под председательством исполнительного директора «Союза пенсионеров России» Николая Чеботарёва.
В 2018 году, по итогам выборов в Законодательное собрание Забайкальского края набрала 6,04 %, получив 1 место и льготу на участие в выборах в Государственную думу 2021 года без сбора подписей.
13 июня 2019 года по результатам плановой проверки министерства юстиции Верховный суд ликвидировал «Партию пенсионеров России» за недостаточное участие в региональных выборах в течение семи лет.

## История
Партия создана на учредительном съезде 15 мая 2012 года на базе «Союза пенсионеров России» под председательством Главы Комитета Совета Федерации по социальной политике Валерия Рязанского, председателем и заместителем председателя партии являются руководители «Союза пенсионеров России».
В 2012 году на выборах в Законодательное собрание Пензенской области партия получила 11 969 (2,20 %) голосов, в Ярославскую городскую думу 4 382 (3,88 %) голосов, прошла в городскую думу города Каменск-Уральский, Свердловской области набрав 2 444 (9,38 %) голосов избирателей.
В 2018 году, по итогам выборов в Законодательное собрание Забайкальского края набрала 6,04 % голосов, получив 1 место и льготу на участие в выборах в Государственную думу 2021 года без сбора подписей. Депутатом Заксобрания был избран Александр Михайлов. Однако партия не успела воспользоваться своим правом, через год суд ликвидировал партию. Также партия прошла в Совет депутатов г. Мончегорска Мурманской области, набрав 13,8 % голосов избирателей.
В том же 2018 году ППР одобрила повышение пенсионного возраста, принесшее вышедшим на пенсию россиянам (именно их интересы представляла партия) символический денежный выигрыш и ставшее трагедией для более молодых поколений. Незадолго до объявления о реформе основатель партии В. В. Рязанский дезинформировал граждан РФ, заявив в СМИ об отсутствии у верховной власти намерений поднять возраст выхода на пенсию.